# Royce O'Neale

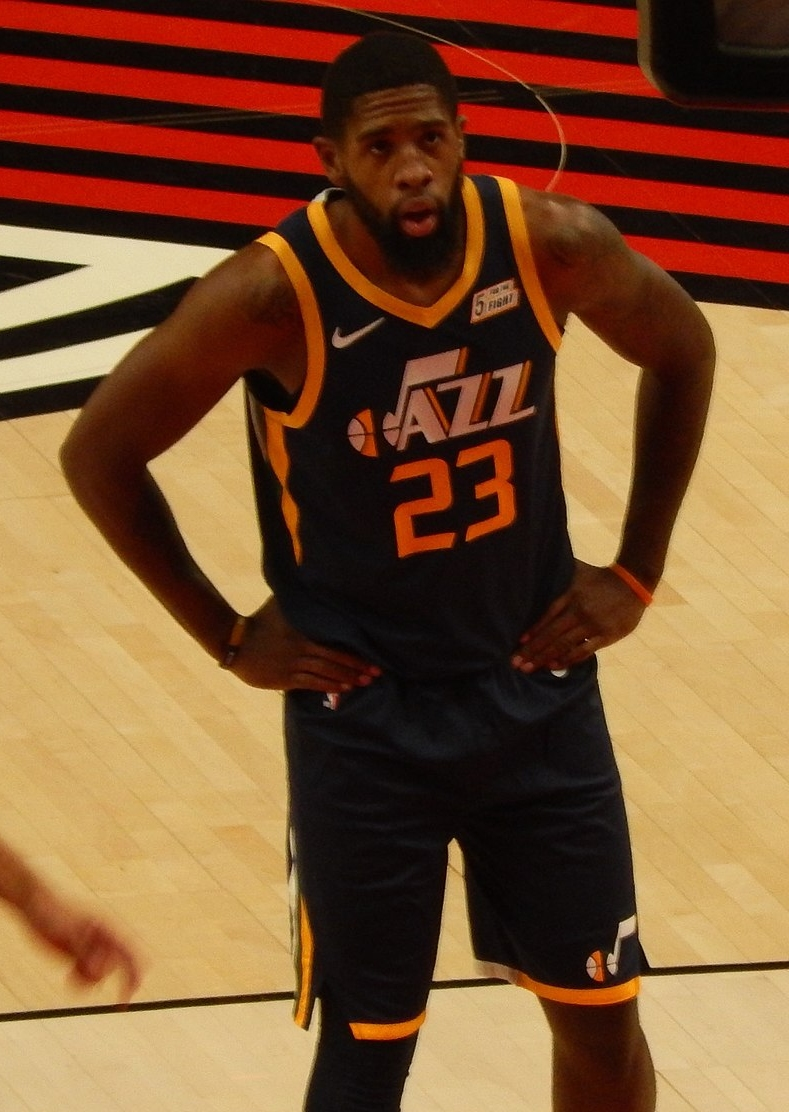
Royce O'Neale, 2018.

Royce Khalil O'Neale, född 5 juni 1993 i Killeen i Texas, är en amerikansk professionell basketspelare (SF) som spelar för Phoenix Suns i National Basketball Association (NBA). Han har tidigare spelat för Utah Jazz och Brooklyn Nets.
O'Neale blev aldrig NBA-draftad.
Innan han blev proffs studerade O'Neale först på University of Denver och spelade för deras idrottsförening Denver Pioneers. Han blev senare överförd till Baylor University och spelade för Baylor Bears.